# DCAKD
DCAKD (англ. Dephospho-CoA kinase domain containing) – білок, який кодується однойменним геном, розташованим у людей на 17-й хромосомі. Довжина поліпептидного ланцюга білка становить 231 амінокислот, а молекулярна маса — 26 550.
| 10         |  | 20         |  | 30         |  | 40         |  | 50         |
| ---------- |  | ---------- |  | ---------- |  | ---------- |  | ---------- |
| MFLVGLTGGI |  | ASGKSSVIQV |  | FQQLGCAVID |  | VDVMARHVVQ |  | PGYPAHRRIV |
| EVFGTEVLLE |  | NGDINRKVLG |  | DLIFNQPDRR |  | QLLNAITHPE |  | IRKEMMKETF |
| KYFLRGYRYV |  | ILDIPLLFET |  | KKLLKYMKHT |  | VVVYCDRDTQ |  | LARLMRRNSL |
| NRKDAEARIN |  | AQLPLTDKAR |  | MARHVLDNSG |  | EWSVTKRQVI |  | LLHTELERSL |
| EYLPLRFGVL |  | TGLAAIASLL |  | YLLTHYLLPY |  | A          |  |            |

A: Аланін

C: Цистеїн

D: Аспарагінова кислота

E: Глутамінова кислота

F: Фенілаланін

G: Гліцин

H: Гістидин

I: Ізолейцин

K: Лізин

L: Лейцин

M: Метіонін

N: Аспарагін

P: Пролін

Q: Глутамін

R: Аргінін

S: Серин

T: Треонін

V: Валін

W: Триптофан

Задіяний у такому біологічному процесі, як альтернативний сплайсинг. 
Білок має сайт для зв'язування з АТФ, нуклеотидами. 